# Louis Spohr
Louis Spohr (eigenlijk: Ludewig Spohr) (Braunschweig, 5 april 1784 – Kassel, 22 oktober 1859) was een Duitse componist, violist (vioolvirtuoos), muziekpedagoog, musicoloog en dirigent. Spohr was een tijdgenoot van Niccolò Paganini en streed met hem om de eer gezien te worden als de belangrijkste violist van die tijd. Hij genoot grote faam vanwege het organiseren van muziekfestivals.

## Levensloop

### Leerjaren en vroeg talent

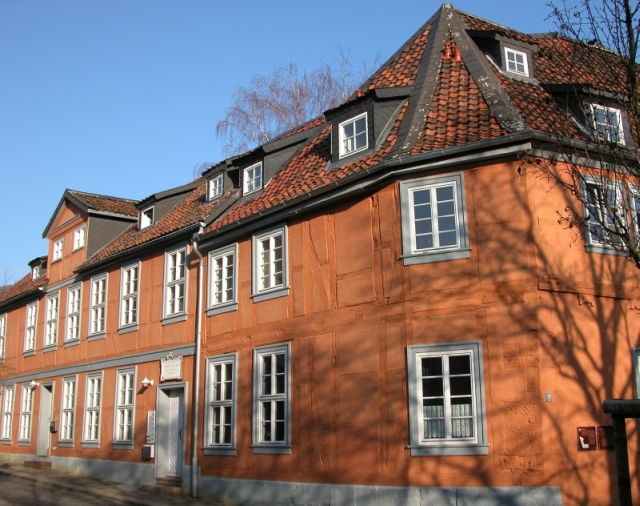
Het geboortehuis van Louis Spohr (Adr.)

Spohr werd geboren als het eerste kind van Dr. Karl Heinrich Spohr (1756-1843), die in 1786 als natuurkundige overgeplaatst werd naar Seesen vlak bij de Harz, en van diens echtgenote Ernestine Henke (1763-1840). Hij groeide op in Seesen, waar hij ook zijn eerste muzieklessen kreeg. Op 12-jarige leeftijd ging hij naar Braunschweig, waar hij vioolles kreeg van Kunisch en later Maucourt. Van de organist Hartung kreeg hij korte tijd lessen in compositie, harmonie en contrapunt. In 1799 vond hij in Hertog Karel Willem Ferdinand van Brunswijk een beschermheer. Spohr werd in de hofkapel opgenomen en kon al in 1802 en 1803 samen met de violist Franz Eck naar Sint-Petersburg reizen. Tijdens deze reis ontstonden zijn eerste vroege composities. Zijn eerste eigen concertreis maakte hij in 1804 en 1805 door Midden-Duitsland en al vanaf deze reis had hij een grote naam als vioolvirtuoos en componist.

### Concertmeester in Gotha
In de jaren 1805 tot 1812 was Spohr concertmeester en dirigent van de hofkapel in Gotha bij de hertog August van Saksen-Gotha-Altenburg. Tijdens deze periode componeerde hij in vele genres, onder andere ook drie opera's. Hier leerde hij de harpiste Dorette Scheidler kennen, die hij in 1806 huwde en die hem tot talrijke werken voor viool en harp inspireerde. In deze tijd vallen zijn eerste successen in de organisatie van muziekfeesten in Bad Frankenhausen/Kyffhäuser in 1811 en 1812, waar hij ook als dirigent werkte en zijn Symfonie Nr. 1 in Es-groot, op. 20 (1810) en zijn oratorium Das jüngste Gericht (1812) onder zijn leiding in première gingen. Spohr was een van de eerste dirigenten die de dirigeerstok ter hand namen. In die tijd zagen sommige musici in een orkest dat met vrees aan, bang als ze waren voor agressie van de dirigent.

### Wenen en Italië
Het verblijf in Wenen, waar Spohr in 1813 en 1814 dirigent was van het orkest aan het Theater an der Wien, markeert een eerste hoogtepunt in zijn leven. In deze tijd, toen hij ook met Ludwig van Beethoven bevriend was, ontstonden verschillende van zijn belangrijkste en bekendste werken, zoals het Nonet in F-groot, op. 31 (1813), het Oktet in E-groot, op. 32 (1814), het Concert Nr. 7 in e-klein, voor viool en orkest, op. 38 (1814) alsook de opera Faust (1816). Net als Paganini schreef Spohr veel vioolmuziek. Een grote concertreis door Duitsland en Zwitserland naar Italië, met als hoogtepunt de première van zijn Concert Nr. 8 in a-klein, voor viool en orkest, op. 47 (1816) in het Teatro alla Scala in Milaan, bezorgde hem als vioolvirtuoos internationale faam.

### Van Frankfurt am Main naar Kassel
Aan het einde van het jaar 1817 werd hij dirigent aan de opera in Frankfurt am Main. Ook van het orkest van de Frankfurter Museumsgesellschaft werd hij dirigent. Maar verschillen van inzicht met de directeur van de opera dwongen hem ertoe met deze werkzaamheden te stoppen. Na concertreizen naar België (1820), Londen (1820) en Parijs (1820/1821) kwam hij in 1822 op advies van Carl Maria von Weber als kapelmeester aan het hof van keurvorst Willem II van Hessen-Kassel in Kassel. Grote concertreizen maakte hij voortaan niet meer, omdat hij hier een aanstelling voor het leven kreeg en zijn vakbekwaamheid als dirigent, musicus en componist wist in te zetten, om het aanzien van het hof, het hoforkest en ook van zichzelf als componist in Duitsland zeer hoog op te werken.

### Hofkapelmeester in Kassel
Onder keurvorst Willem II van Hessen-Kassel bracht hij de opera van Kassel op een ongekend niveau. Hier dirigeerde hij het hele eigentijdse operarepertoire en veranderde het muziekleven van de stad door abonnementconcerten en uitvoeringen van oratoria. Als componist schreef hij naast kamermuziek vooral voor de grote genres en hij oogstte vooral met de opera Jessonda (1823), de oratoria Die letzten Dinge (1825/26) en Des Heilands letzte Stunden (1834/35) alsook met zijn Symfonie Nr. 4 in F-groot, op. 86 (1834/35) grote internationale faam. Beroemd werd hij verder door zijn optreden als dirigent bij talrijke Duitse muziekfeesten alsook door zijn werkzaamheden als vioolleraar. Zijn pedagogische, theoretische en praktische ervaring heeft hij samengebracht in de in 1832 gepubliceerde Methode voor viool.

### Conflicten en laatste levensjaren
Vanaf 1830 beleefde Spohr vele persoonlijke tegenvallers en problemen in zijn beroep. Zijn echtgenote Dorette overleed in 1834. De zware baan bij de in 1831 aan de macht gekomen keurprins Frederik Willem I van Hessen-Kassel, alsook Spohrs openlijk liberale en republikeinse instelling, leidde tot talrijke vernederingen door de vorstelijke familie en dientengevolge tot grote teleurstelling. Door het tweede huwelijk met Marianne Pfeiffer in 1836 versterkte Spohr zijn binding aan de stad Kassel. In 1857 ging hij met pensioen.
De stad Kassel heeft een Spohr-Museum ingericht en er bestaat ook een Spohr Society. Hij is ereburger van de stad Kassel. De stad Braunschweig kent twee naar Spohr genoemde muziekprijzen.

## Composities

### Werken voor orkest

#### Symfonieën
- 1810 Symfonie Nr. 1 in Es-groot, op. 20
- 1820 Symfonie Nr. 2 in d-klein, op. 49
- 1828 Symfonie Nr. 3 in c-klein, op. 78
- 1834-1835 Symfonie Nr. 4 "Die Weihe der Töne" in F-groot, op. 86
- 1837 Symfonie Nr. 5 in c-klein, op. 102
- 1840 Symfonie Nr. 6 in G-groot - "Historische Sinfonie im Stil und Geschmack vier verschiedener Zeitabschnitte", op. 116
- 1841 Symfonie Nr. 7 "Irdisches und Göttliches im Menschenleben" in C-groot, op. 121
- 1847 Symfonie Nr. 8 in G-groot, op. 137
- 1850 Symfonie Nr. 9 "Die Jahreszeiten" in b-klein, op. 143
- 1857 Symfonie Nr. 10 in Es-groot, WoO 8, bedoeld als op. 156, maar teruggetrokken

#### Concerten voor instrumenten en orkest
- 1802 Concert, voor viool en orkest, WoO 10
- 1803 Concert, voor viool en orkest, WoO 12
- 1802-1803 Concert Nr. 1, voor viool en orkest, op. 1
- 1803 Concert, voor viool, cello en orkest
- 1804 Concert Nr. 2, voor viool en orkest, op. 2
- 1804 Concert Nr. 2a, voor viool en orkest
- 1805 Concert Nr. 4, voor viool en orkest, op. 10
- 1806 Concert Nr. 3, voor viool en orkest, op. 7
- 1807 Concert Nr. 5, voor viool en orkest, op. 17
- 1807 Concert, voor viool, harp en orkest
- 1808 Concert Nr. 1, voor klarinet en orkest, op. 26 (opgedragen aan: Johann Simon Hermstedt klarinetvirtuoos)
- 1808 Concertante Nr. 1, voor twee violen en orkest, op. 48
- 1809 Concert Nr. 6, voor viool en orkest, op. 28
- 1809 Variaties op een thema uit de opera “Alruna”, voor klarinet en orkest
- 1810 Concert Nr. 10, voor viool en orkest, op. 62
- 1810 Concert Nr. 2 in Es-groot, voor klarinet en orkest, op. 57 (opgedragen aan: Johann Simon Hermstedt klarinetvirtuoos)
- 1814 Concert Nr. 7 in e-klein, voor viool en orkest, op. 38
- 1816 Concert Nr. 8 "in modo di scena cantate" in a-klein, voor viool en orkest, op. 47
- 1817 Grande Polonaise, voor viool en orkest, op. 40
- 1820 Concert Nr. 9, voor viool en orkest, op. 55
- 1821 Concert Nr. 3, voor klarinet en orkest (opgedragen aan: Johann Simon Hermstedt klarinetvirtuoos)
- 1823 Concert “op Ierse thema’s”, voor viool en orkest, op. 59
- 1825 Concert Nr. 11, voor viool en orkest, op. 70
- 1828 Concert Nr. 12, voor viool en orkest, op. 79
- 1828 Concert Nr. 4, voor klarinet en orkest (opgedragen aan: Johann Simon Hermstedt klarinetvirtuoos)
- 1833 Concertante Nr. 2, voor twee violen en orkest, op. 88
- 1835 Concert Nr. 13, voor viool en orkest, op. 92
- 1839 Concert Nr. 14 "Sonst und jetzt", voor viool en orkest, op. 110
- 1844 Concert Nr. 15, voor viool en orkest, op. 128
- 1845 Concert, voor strijkkwartet en orkest, op. 131
- Concertante Nr. 2 in e mineur, voor viool, harp en orkest

#### Ouvertures
- 1807 Overture, op. 12
- 1808 Ouverture tot de opera "Alruna, die Eulenkönigin", op. 21
- 1809 Ouverture tot de operette "Die Prüfung", op. 15
- 1813 Ouverture tot de opera "Faust", op. 60
- 1819 Grosse Concert Ouverture in F-groot, WoO 1
- 1823 Ouverture tot de opera "Jessonda", op. 63
- 1824 Ouverture tot de opera "Der Berggeist", op. 73
- 1825 Ouverture tot het schouwspel "Macbeth", op. 75
- 1827 Ouverture tot de opera "Pietro von Abano", op. 76
- 1829-1830 Ouverture tot de opera "Der Alchymist"
- 1842 Concert Overture "im ernsten Stil", op. 142

#### Andere werken
- 1825 Festmarsch
- 1833 Waltz "Erinnerung an Mariënbad (Mariánské Lázně)" in A-groot, op. 89
- Fantasie und Variationen über ein Thema von Danzi, voor klarinet en orkest, op. 81
- Potpourri, op. 23
- Potpourri naar thema's uit Winters opera "Das unterbrochene Opferfest", op. 80
- Variationen über "Euer Liebreiz, eure Schönheit" aus "Alruna" in Bes-groot, voor klarinet en orkest, WoO 15

### Werken voor harmonieorkest
- 1815 Notturno für Harmonie- und Janitscharenmusik in C-groot, op. 34 - (opdracht van Johann Simon Hermstedt, dirigent van de in 1800 opgerichte militaire muziek-formatie) - opgedragen aan: Vorst Günther Frederik Karel I van Schwarzburg-Sondershausen

### Missen, oratoria, cantates en gewijde muziek
- 1812 Das jüngste Gericht (Dag des oordeels), oratorium
- 1814 Das befreite Deutschland, cantate
- 1825-1826 Die letzten Dinge - Apocalypse, oratorium - libretto: Friedrich Rochlitz
- 1834-1835 Des Heilands letzte Stunden, oratorium
- 1842 Der Fall Babylons, oratorium
- Mis, op. 54

### Muziektheater

#### Opera's
| Voltooid in | titel                                                                                          | aktes                    | première                                                   | libretto                                                                     |
| ----------- | ---------------------------------------------------------------------------------------------- | ------------------------ | ---------------------------------------------------------- | ---------------------------------------------------------------------------- |
| 1808        | Alruna, die Eulenkönigin, WoO 49                                                               | 3 aktes                  | augustus 1808, Weimar, Hoftheater (concertante uitvoering) | niet bekend                                                                  |
| 1810        | Der Zweikampf mit der Geliebten, WoO 50                                                        | 3 aktes                  | 15 november 1811, Hamburg, Theater                         | Johann Friedrich Schink                                                      |
| 1813        | Faust, WoO 51                                                                                  | 2 aktes                  | 1 september 1816, Praag, Ständetheater (Stavovské divadlo) | Joseph Karl Bernard                                                          |
| 1818        | Der schwarze Jäger, WoO 152                                                                    | alleen maar schetsen     | niet uitgevoerd                                            | Georg Chr. W. A. Döring, naar Johann August Apel                             |
| 1818-1819   | Zemire und Azor, WoO 52                                                                        | 2 aktes                  | 4 april 1819, Frankfurt am Main, Stadttheater              | Johann Jakob Ihlée, naar Jean François Marmontel                             |
| 1823        | Jessonda, WoO 53                                                                               | 3 aktes                  | 28 juli 1823, Kassel, Hoftheater                           | Eduard Heinrich Gehe, naar Antoine-Marin Lemierre: «La veuve de Malabar»     |
| 1824        | Der Berggeist, WoO 54                                                                          | 3 aktes                  | 24 maart 1825, Kassel, Hoftheater                          | Georg Chr. W. A. Döring, naar Karl August Musäus                             |
| 1827        | Pietro von Abano, WoO 56                                                                       | 2 aktes                  | 13 oktober 1827, Kassel, Hoftheater                        | Karl Pfeiffer (pseudoniem: Friedrich Georg Schmidt), naar Ludwig Tieck       |
| 1829-1830   | Der Alchymist, WoO 57                                                                          | 3 aktes                  | 28 juli 1830, Kassel, Hoftheater                           | Karl Pfeiffer, (pseudoniem: Friedrich Georg Schmidt), naar Washington Irving |
| 1843-1844   | Die Kreuzfahrer, WoO 59                                                                        | 3 aktes                  | 1 januari 1845, Kassel, Hoftheater                         | de componist en zijn echtgenote, Marianne Spohr, naar August von Kotzebue    |
| 1852        | Faust, WoO 51a = op. 60A; Nieuwe versie met een Italiaanse vertaling van: S. Manfredo Maggioni | 3 aktes met recitatiefen | 15 juli 1852, Londen, Royal Opera House Covent Garden      | Joseph Karl Bernard                                                          |

#### Operettes
| Voltooid in | titel               | aktes  | première                                                   | libretto |
| ----------- | ------------------- | ------ | ---------------------------------------------------------- | -------- |
| 1806        | Die Prüfung, WoO 48 | 1 akte | 1807, Gotha, Schloss Friedenstein (concertante uitvoering) |          |

#### Schouwspel
- 1824 Lied tot het Schouwspel "Die beiden Galeerensklaven", voor sopraan, gemengd koor en orkest, WoO 66 - tekst: Karl Gottfried Theodor Winkler (pseudoniem: Theodor Hell)
- 1825 Macbeth, toneelmuziek (Ouverture en 8 delen) - tekst: William Shakespeare
- 1826 "Gebet vor der Schlacht" tot het drama "Der Sturm von Missolunghi", toneelmuziek voor vijf mannenstemmen, WoO 83 - tekst: anonymus
- 1830 Introductie in d-klein tot de 3e akte van de tragedie Die Helden Missolunghis, toneelmuziek voor de tragedie, WoO 4 - tekst: Wilhelm Ehlers
- 1838 Der Matrose, toneelmuziek (Ouverture en 3 delen), WoO 58 - tekst: Karl Birnbaum - première: 9 januari 1839, Kassel, Hoftheater

### Vocale muziek
- Liederen, op. 25
- Duitse liederen, op. 37
- Zes liederen, voor zang, klarinet en piano, op. 103
- Zes liederen, voor zang, viool en piano, op. 154

### Werken voor koren
- Drie Psalmen, voor gemengd koor,op. 85
  1. Psalm 8 "Unendlicher Gott"
  2. Psalm 23 "Gott ist mein Hirt"
  3. Psalm 130 "Aus der Tiefen ruf ich zu Dir"

### Kamermuziek
- 1805 Sonate in c-klein, voor harp en viool, WoO 23
- 1806 Sonate in Bes-groot, voor harp en viool, op. 16
- 1806 Sonate in D-groot, voor harp en viool, op. 113
- 1806 Trio in f-klein, voor harp, viool en cello, WoO 28
- 1809 Sonate in D-groot, voor harp en viool, op. 115
- 1811 Sonate in D-groot, voor harp en viool, op. 114
- 1813 Großes Nonett in F-groot, voor dwarsfluit, hobo, klarinet, fagot, hoorn, viool, altviool, cello en contrabas, op. 31
- 1814 Oktet in E-groot, voor klarinet in A, 2 hoorns in E, viool, 2 altviolen, cello en contrabas, op. 32
- 1814 Fantasie über Themen von Händel und Abbé Vogler in b-klein, voor viool en harp, op. 118
- 1827 Dubbelkwartet Nr. 2 in Es-groot, voor 4 violen, 2 altviolen en 2 celli, op. 77
- 1833 Dubbelkwartet Nr. 3 in e-klein, voor 4 violen, 2 altviolen en 2 celli, op. 87
- 1833 Dubbelkwartet Nr. 4 in g-klein, voor 4 violen, 2 altviolen en 2 celli, op. 136
- 1845 Strijkkwartet, op. 131
- Dubbelkwartet Nr. 1, voor 4 violen, 2 altviolen en 2 celli, op. 65
- Klarinetkwintet, op. 130
- Kwintet in c-klein, voor fluit, klarinet in bes, fagot, hoorn in es en piano, op. 52
- Septet in a-klein, voor dwarsfluit, klarinet, hoorn, fagot, viool, cello en piano, op. 147
- Sextet, voor strijkers, op. 140
- Strijkkwartet Nr. 1, op. 4 Nr. 1
- Strijkkwartet Nr. 2, op. 4 Nr. 2
- Strijkkwartet Nr. 3, op. 11
- Strijkkwartet Nr. 4, op. 15 Nr. 1
- Strijkkwartet Nr. 5, op. 15 Nr. 2
- Strijkkwartet Nr. 6, op. 27
- Strijkkwartet Nr. 7, op. 29 Nr. 1
- Strijkkwartet Nr. 8, op. 29 Nr. 2
- Strijkkwartet Nr. 11, op. 43
- Strijkkwartet Nr. 12, op. 45 Nr. 1
- Strijkkwartet Nr. 13, op. 45 Nr. 2
- Strijkkwartet Nr. 14, op. 45 Nr. 3
- Strijkkwartet Nr. 15, op. 58 Nr. 1
- Strijkkwartet Nr. 16, op. 58 Nr. 2
- Strijkkwartet Nr. 17, op. 58 Nr. 3
- Strijkkwartet Nr. 20, op. 74 Nr. 1
- Strijkkwartet Nr. 21, op. 74 Nr. 2
- Strijkkwartet Nr. 23, op. 82 Nr. 1
- Strijkkwartet Nr. 24, op. 82 Nr. 2
- Strijkkwartet Nr. 25, op. 82 Nr. 3
- Strijkkwartet Nr. 27, op. 84 Nr. 1
- Strijkkwartet Nr. 28, op. 84 Nr. 2
- Strijkkwartet Nr. 29, op. 84 Nr. 3
- Strijkkwartet Nr. 30, op. 93
- Strijkkwintet Nr. 1, op. 33 Nr. 1
- Strijkkwintet Nr. 2, op. 33 Nr. 2
- Strijkkwintet Nr. 3, op. 69
- Strijkkwintet Nr. 4, op. 91
- Strijkkwintet Nr. 5, op. 106
- Strijkkwintet Nr. 6, op. 129
- Strijkkwintet Nr. 7, op. 144
- Trio Nr. 3 in a-klein, voor piano, viool en cello, op. 124
- Trio Nr. 5 in g-klein, voor piano, viool en cello, op. 142

### Werken voor harp
- 1807 Fantasie in c-klein, op. 35
- 1807 Variaties in F-groot, op. 36

## Geschreven teksten
- Violinschule von Louis Spohr (1831–1832), Haslinger, Wien, 1833.
- Selbstbiographie, Kassel 1860–1861, verschenen als Lebenserinnerungen, bezorgd door Folker Göthel. Uitg. Schneider, Tutzing, 1968 (2 dln.)
  - Levensherinneringen. Zelfportret van 'de Duitse Paganini'. Vertaling Casper Bleumers, Frits Wagenvoorde, voorwoord Maarten 't Hart. Uitg. Privé-domein 325, De Arbeiderspers, Amsterdam, 2023. ISBN 9789029547932 (E-boek), ISBN 9789029547925 (paperback).
- Briefwechsel mit seiner Frau Dorette, bezorgd door Folker Göthel. Uitg. Bärenreiter, Kassel, 1957.

## Registraties
Het cd-label CPO heeft opnamen van alle vioolconcerten, meerdere ouvertures en de opera Faust in zijn catalogus. Op de labels CPO, Marco Polo en Hyperion zijn opnamen van Spohrs symfonieën verschenen.